# Augusta Blad
Augusta Blad, född 10 januari 1871 i Köpenhamn, död 9 november 1953, var en dansk skådespelare. Hon var 1899–1904 gift med skådespelaren Wilhelm Wiehe. 
Blad antogs till Det Kongelige Teaters elevskole 1889 och scendebuterade som Sophie i Erik og Abel 1892. Hon var därefter 1892–1894 engagerad Det Kongelige Teater och därefter vid Dagmarteatret 1894–1910. Därefter kom hon åter till Det Kongelige Teater och var engagerad där fram till 1950. 
Bland hennes främsta roller märks Antigone, Orleanska jungfrun, drottning Margareta, Hervör-Alvide i Völund smed och Kirstine i Dansen på Koldingshus.
Hon filmdebuterade vid Nordisk Film 1911 och blev bolagets ledande filmstjärna. 

## Filmografi (urval)
- 1911 – Ved fængslets port
- 1912 – En moders kaerlighed
- 1912 – Guvernørens datter
- 1915 – Ned med våbnene
- 1940 – Sommerglæder